# Caulophryne pietschi
Caulophryne pietschi är en fiskart som beskrevs av Arkadii Vladimirovich Balushkin och Fedorov, 1985. Caulophryne pietschi ingår i släktet Caulophryne och familjen Caulophrynidae. Inga underarter finns listade i Catalogue of Life.